# Estland i olympiska sommarspelen 1928
Estland deltog med 20 deltagare vid de olympiska sommarspelen 1928 i Amsterdam. Totalt vann de två guldmedaljer, en silvermedalj och två bronsmedaljer.

## Medaljer

### Guld
- Osvald Käpp - Brottning, fristil, lättvikt.
- Voldemar Väli - Brottning, grekisk-romersk stil, fjädervikt.

### Silver
- Arnold Luhaäär - Tyngdlyftning.

### Brons
- Albert Kusnets - Brottning, grekisk-romersk stil, mellanvikt.
- Nikolai Vekšin, William von Wirén, Eberhard Vogdt, Georg Faehlmann och Andreas Faehlmann - Segling.